# Erbschaftsteuer im Vereinigten Königreich
Im Vereinigten Königreich von Großbritannien und Nordirland wird bei einem Erwerb von Todes wegen eine Erbschaftsteuer und bei einer unentgeltlichen Zuwendung unter Lebenden eine Schenkungsteuer erhoben (Inheritance tax). Bei Schenkungen kann auch eine Kapitalgewinnsteuer (Capital Gain Tax) anfallen.

## Grundlagen
Die Erbschaftsteuer (im Englischen IHT abgekürzt) geht auf eine bereits 1796 in England und Wales erhobene Nachlasssteuer (tax on estates) zurück. Sie wurde 1975 durch die Capital Transfer Tax ersetzt und 1986 in Inheritance Tax umbenannt. Es handelt sich um eine sich unmittelbar auf den Nachlass beziehende Steuer, bei der nicht der Anfall beim Erwerber besteuert wird, weswegen es grundsätzlich auch auf die persönlichen Verhältnisse des Erben nicht ankommt. Dies folgt auch aus dem angelsächsischen Verständnis von dem Nachlass als eine eigene beschränkt rechtsfähige Vermögensmasse. Die Steuer wird in beschränkter Form auch auf Schenkungen erhoben. Von ihr werden nur etwa 6 % aller Nachlassfälle erfasst und ihr Aufkommen macht etwa 0,8 % des gesamten Steueraufkommens des Vereinigten Königreichs aus.

## Persönliche Steuerpflicht
Der weltweite Nachlass einer Person ist im Vereinigten Königreich versteuerbar (unbeschränkte Steuerpflicht), wenn der Erblasser im Vereinigten Königreich sein Domizil (Domicile) hat oder für Zwecke der Erbschaftsteuer ein Domizil fingiert wird.
Mit der Geburt erwirbt ein eheliches Kind das Domizil seines Vaters. Ein uneheliches Kind erwirbt das Domizil seiner Mutter. Das Ursprungsdomizil (domicile of origin) bleibt bis zum Erwerb eines neuen Domizils bestehen. Ein Wahldomizil (domicile of choice) wird dadurch begründet, dass die Person ihren Aufenthalt in einem bestimmten Rechtsgebiet mit dem Willen dort dauerhaft zu bleiben nimmt. Dem Wohnsitz kommt damit zwar Bedeutung bei der Bestimmung des Domizils zu, er ist aber nicht das alleinige Kriterium. 
Für Zwecke der Erbschaftsteuer wird ein Domizil im Vereinigten Königreich fingiert, wenn sich jemand dort während der vergangenen 20 Jahre mindestens 17 Jahre als Resident aufgehalten hat. Zieht der Erblasser ins Ausland, wird ein Domizil für Zwecke der Erbschaftssteuer aber noch drei Jahre nach dem Wegzug angenommen.
Hatte der Erblasser kein Domizil im Vereinigten Königreich, ist nur das im Vereinigten Königreich vorhandene Vermögen versteuerbar (beschränkte Steuerpflicht).

## Nachlass
Der Steuer unterliegt der Nachlass des Erblassers zuzüglich der in den letzten sieben Jahren vor seinem Tode gemachten Schenkungen, auch solcher, bezüglich derer er sich die unentgeltliche Nutzung weiterhin vorbehalten hatte (wie z. B. nach deutschem Rechtsverständnis bei Nießbrauch). Hinzugerechnet werden auch bestimmte vom Erblasser im Hinblick auf seinen Tod gebildete Sondervermögen (besondere trusts). Der Nachlass wird nach seinem Verkehrswert bewertet, steuerliche Bewertungsvorschriften finden keine Anwendung.

## Steuerfreibetrag und Steuersatz
Steuerfrei bleibt der Nachlass mit einem Grundbetrag (so genannte nil-rate band), der jedes Jahr angepasst wird und für 2009 325.000 GBP (damals etwa 360.000 Euro) betrug. Der Freibetrag wird mit dem am 6. April eines jeden Jahres beginnenden neuen Steuerjahr üblicherweise angehoben. Seine ursprünglich für das Steuerjahr 2010/11 angekündigte Erhöhung auf 350.000 GBP (etwa 385.000 Euro) wurde jedoch im Hinblick auf die allgemeine wirtschaftliche Entwicklung ausgesetzt. Der Freibetrag bezieht sich auf den Nachlass, nicht jedoch auf den Erben, ganz gleich wie viele Erben es gibt. Der übersteigende Betrag ist mit 40 % zu versteuern. Auf die verwandtschaftliche Stellung der Erben zum Erblasser kommt es nicht an.
Bei Ehegatten und eingetragenen Lebenspartnern, deren Zuwendungen untereinander ohnehin von der Erbschaftsteuer befreit sind, kann ein beim Erstversterbenden nicht zu Übertragungen auf andere Familienmitglieder, normalerweise Kinder, ausgenutzter Grundbetrag (nil-band rate) (etwa weil dem überlebenden Ehegatten oder Partner alles vererbt wird) auf den zweiten Nachlassfall beim Tod des überlebenden Ehegatten oder Partners übertragen werden, so dass für den Erhalt des Familienvermögens maximal der doppelte Freibetrag (650.000 bzw. 700.000 GBP) zur Verfügung stehen kann.

## Besondere Steuervergünstigungen
Der auf den Ehegatten und eingetragenen Lebenspartner (civil partner) anfallende Nachlassteil ist von der Steuerpflicht befreit. Hat der überlebende Ehegatte oder eingetragene Lebenspartner nicht sein Domizil im Vereinigten Königreich, so wurden bis 2013 nur GBP 55.000,-- von der Steuer freigestellt. Mit dem Finance Act 2013 wurden auf Druck der EU die Steuerbefreiung auf den allgemeinen Freibetrag erhöht und außerdem die Möglichkeit geschaffen, die Besteuerung als Domizilierter zu wählen. 
Bestimmte betriebliche Vermögen wie Wirtschaftsunternehmen, Unternehmen der Land- und Forstwirtschaft sowie auch Kulturgüter können gänzlich steuerfrei übertragen werden. Betriebsvermögen können danach mit einem Bewertungsabschlag von 100 %, also steuerfrei, übergehen, wenn das Unternehmen während der letzten zwei Jahre vor dem Tod dem Erblasser gehörte. Dies gilt nicht für Unternehmen, die keine originär gewerbliche Tätigkeit ausüben, wie etwa nur vermögensverwaltende Gesellschaften. Bei der Übertragung von an der Börse notierten Mehrheitsbeteiligungen (die Kontrollrechte vermitteln) beträgt der Bewertungsabschlag nur 50 %.
Nicht mehr erforderlich ist, dass die begünstigten Gegenstände auf dem Territorium des Vereinigten Königreichs bzw. auf den Kanalinseln oder der Isle of Man vorhanden sind. Einbezogen wurden auf Drängen der europäischen Kommission auch die auf dem Gebiet eines Mitgliedsstaats der Europäischen Union oder des Europäischen Wirtschaftsraums befindlichen Wirtschaftsgüter.

## Schenkungen
Schenkungen unter Lebenden unterliegen nur insoweit der Erbschaftsteuer, als sie innerhalb von sieben Jahren vor dem Tode des Erblassers erfolgten. Außerhalb dieses Zeitraumes sind sie steuerfrei. Schenkungen an bestimmte Zweckvermögen (trusts), die nicht mit dem Erbfall in Zusammenhang stehen (dann würden sie dem Nachlass zugerechnet), werden mit 20 % besteuert. 
Bei den dem Nachlass zuzurechnenden Schenkungen der letzten sieben Jahre wird von deren Wert ein sich nach dem seit der Schenkung verstrichenen Zeitablauf berechnender Abschlag vorgenommen (nach drei Jahren mit 20 % mit jährlichen steigerungen um 10 % bis zu 80 %, so genannter taper relief).

## Verfahren
Eine Erbschaftssteuererklärung ist innerhalb von sechs Monaten ab dem Tod des Erblassers vom Vertreter des Nachlasses (einem Vollstrecker oder Verwalter), ansonsten vom Erwerber (als Begünstigten) abzugeben, diese sind auch für die Zahlung der Steuer verantwortlich.

## Kapitalgewinnsteuer
Bei Schenkungen kann die Kapitalgewinnsteuer (Capital Gain Tax) anfallen, da eine Schenkung steuerrechtlich als eine Gewinnrealisierung behandelt wird. Die Steuer wird auf den bei einem echten oder fingierten Verkauf realisierten Wertzuwachs erhoben und wird grundsätzlich dem Schenker zugerechnet. Der Gewinn wird mit dem höchsten Steuersatz besteuert, mit dem der Steuerpflichtige im selben Jahr sein Einkommen versteuern muss. Bei der Berechnung des Wertzuwachses können unter bestimmten Voraussetzungen stille Reserven auf den Beschenkten übertragen werden, der dann das geschenkte Gut mit einem geringeren Wert in sein Vermögen nimmt (von dem bei einer erneuten späteren Gewinnrealisierung auszugehen ist). Soweit Rechtsvorgänge einen Bezug zur Erbschaftsteuer haben, kann es Befreiungen geben. Der Kapitalgewinnsteuer unterliegen auch Rechtsvorgänge zwischen Ehegatten und eingetragenen Lebenspartnern. Bei Schenkungen wird jedenfalls dann, wenn die Ehegatten oder Lebenspartner zusammenleben, eine Gewinnrealisierung dadurch vermieden, dass die übergangenen Wirtschaftsgüter mit den Anschaffungskosten des Schenkers auch beim Beschenkten angesetzt werden. Bestimmte Gegenstände (z. B. ein eigener PKW) sind von der Kapitalgewinnsteuer ausgenommen. Für die selbst genutzte Hauptwohnung wird ein besonderer Freibetrag gewährt.